# Juhár Tamás
Juhár Tamás (Sátoraljaújhely, 1972. november 20. –) korábbi hússzoros magyar válogatott labdarúgó. Pályafutását a Vasasnál kezdte, tizenkettő szezont töltött itt, majd játszott az Újpest csapatában három szezon erejéig is. Ezután Ciprusra ment, és a Néa Szalamína játékosa volt. Háromévnyi külföldi játék után, visszatért az Újpesthez, majd 2008-ban, innen vonult vissza az aktív játéktól. Juhár Dalma magyar bajnok röplabdázó édesapja.

## Pályafutása

### Vasas
Profi karrierje, az 1990/91-es szezonban kezdődött, a Vasasnál. Az első évében két meccset játszott, és nem szerzett gólt a tizenkettedikként végző angyalföldi csapatban. Második szezonja az 1991/92-es volt. Ekkor már harminc meccsen lépett pályára. Hatodikként zártak. Az 1992/93-as évad következett. Egy meccsel kevesebbet játszott mint az azt megelőző évben. Így huszonkilenc találkozón játszott. Tizedikként fejezték be a bajnokságot. Az 1993/94-es szezonban, huszonhét meccsén, megszerezte első felnőtt gólját is a Vasasban. Összességében ugyanúgy tizedikként zárták a tabellát, mint az előző évben. A következő, 1994/95-ös szezont, egymás után harmadszor is tizedikként zárták. Juhár mutatója huszonnyolc meccset, és egy gólt mutatott. 1995/96-ban hetedikként, majd 1996/97-ben negyedikként, 1997/98-ban harmadikként végeztek. A bronzérmes csapatban Juhár harmincszor játszott, és két gólt lőtt. A következő szezonja volt a legtermékenyebb. Hiába játszott csak huszonhét meccset a bajnokságban, így is öt gólt sikerült elérnie, ami hátvéd létére kimagasló teljesítmény. 1999/00-es szezonban már a válogatott tagja is volt, amikor a Vasas bronzérmesként zárt. Harmincegy meccsen három góllal segítette a budapesti csapatot a dobogó legalsó fokának eléréséhez. 2000/01-ben megint harmadikok, 2001/02-ben egy hatalmas visszaesés következett, utolsók lettek a bajnokságban. Juhár elhagyta a kieső Vasast, és az Újpesthez szerződött.

### Újpest
Első szezonjában az Újpestnél (2002/03), harminc találkozón lépett pályára, és két gólt lőtt. Az alapszakaszt harmadikként, de a rájátszást, csak ötödikként fejezték be. 2003/04-es bajnokságot ezüstérmesként zárták. Ez volt Juhár első ezüstérme felnőtt pályafutása során. Húsz meccsen kapott bizalmat edzőjétől. A 2004/05-ös évad volt az utolsó szezonja az Újpestnél (vagyis ekkor úgy tűnt, de később visszatért). Negyedikként végeztek, de Juhár eligazolt a ciprusi első osztályban szereplő Néa Szalamína gárdájához.

### Néa Szalamína
Első szezonja a 2005/06-os volt. Huszonhat meccsen két gólt ért el a hatodikként végző ciprusi gárdában. Második szezonjában két meccsel kevesebbet játszva, huszonnégy találkozóval zárt. A csapat tizedikként fejezte be a bajnokságot. A 2007/08-as szezon elején, az ősszel még itt játszott, majd télen hazatért Magyarországra, a korábbi klubjához, az Újpesthez.

### Újpest
Később úgy indokolta meg hazatérését, hogy anyagi gondok miatt váltott. Másfél évre írt alá. 2008. február 29-én mutatkozott be a régi-új csapatában, a Zalaegerszeg ellen. Ezt a meccset még további öt követte a bajnokságban. Végül negyedikként zártak, ugyanúgy mint Ciprusra való eligazolása előtti, utolsó magyarországi évében.

### A válogatottban
Első mérkőzését a magyar válogatottban, 2000. október 11-én játszotta, Litvánia ellen. A vb-selejtezőn, a hetvennyolcadik percben állt be, Fehér Csaba helyére. A mérkőzés 6–1-es magyar sikerrel zárult. Utolsó mérkőzését, 2003. október 11-én játszotta, Lengyelország ellen. Az eb-selejtező mérkőzésen végig a pályán volt, és sárga lapot kapott a hetvenedik percben.
Összesen hússzor szerepelt a magyar válogatottban, kétszer 2000-ben, hatszor 2001-ben, ötször 2002-ben és hétszer 2003-ban. Tizenötször játszott, Gellei Imre keze alatt, és ötször Bicskei Bertalannál. Tizenhétszer volt kezdő, háromszor cserélték be, valamint két sárga lapot kapott (Litvánia és Lengyelország ellen), és egyszer mutatták fel neki a piros lapot (Lettország ellen). Összesen 1631 percet töltött a nemzeti színekben.
A szövetségi kapitányok akiknél pályára lépett:
- Gellei Imre 15/0
- Bicskei Bertalan 5/0

## Sikerei, díjai
Magyar bajnokság
- ezüstérmes: 2003/04
- bronzérmes: 1997/98, 1999/00, 2000/01

### Mérkőzései a válogatottban
| Magyarország | Magyarország         | Magyarország                    | Magyarország        | Magyarország | Magyarország     | Magyarország | Magyarország | Magyarország |
| #            | Dátum                | Helyszín                        | Hazai               | Eredmény     | Vendég           | Kiírás       | Gólok        | Esemény      |
| ------------ | -------------------- | ------------------------------- | ------------------- | ------------ | ---------------- | ------------ | ------------ | ------------ |
| 1.           | 2000. október 11.    | Kaunas                          | Litvánia            | 1 – 6        | Magyarország     | vb-selejtező | -            | 78'          |
| 2.           | 2000. november 15.   | Szkopje                         | Macedónia           | 0 – 1        | Magyarország     | barátságos   | -            |              |
| 3.           | 2001. február 28.    | Zenica                          | Bosznia-Hercegovina | 1 – 1        | Magyarország     | barátságos   | -            |              |
| 4.           | 2001. március 7.     | Ammán                           | Jordánia            | 1 – 1        | Magyarország     | barátságos   | -            | a szünetben  |
| 5.           | 2001. március 24.    | Budapest, Népstadion            | Magyarország        | 1 – 1        | Litvánia         | vb-selejtező | -            | 65'          |
| 6.           | 2001. szeptember 5.  | Budapest, Népstadion            | Magyarország        | 0 – 2        | Románia          | vb-selejtező | -            |              |
| 7.           | 2001. október 6.     | Parma                           | Olaszország         | 1 – 0        | Magyarország     | vb-selejtező | -            |              |
| 8.           | 2001. november 14.   | Budapest, Megyeri úti Stadion   | Magyarország        | 5 – 0        | Macedónia        | barátságos   | -            |              |
| 9.           | 2002. február 12.    | Lárnaka (CYP)                   | Magyarország        | 0 – 2        | Csehország       | barátságos   | -            |              |
| 10.          | 2002. március 27.    | Chișinău                        | Moldova             | 0 – 2        | Magyarország     | barátságos   | -            |              |
| 11.          | 2002. április 17.    | Debrecen                        | Magyarország        | 2 – 5        | Fehéroroszország | barátságos   | -            |              |
| 12.          | 2002. május 8.       | Pécs                            | Magyarország        | 0 – 2        | Horvátország     | barátságos   | -            |              |
| 13.          | 2002. november 20.   | Budapest, Üllői úti Stadion     | Magyarország        | 1 – 1        | Moldova          | barátságos   | -            | a szünetben  |
| 14.          | 2003. március 29.    | Chorzów                         | Lengyelország       | 0 – 0        | Magyarország     | Eb-selejtező | -            |              |
| 15.          | 2003. április 2.     | Budapest, Puskás Ferenc Stadion | Magyarország        | 1 – 2        | Svédország       | Eb-selejtező | -            |              |
| 16.          | 2003. április 30.    | Budapest, Megyeri úti Stadion   | Magyarország        | 5 – 1        | Luxemburg        | barátságos   | -            |              |
| 17.          | 2003. június 7.      | Budapest, Puskás Ferenc Stadion | Magyarország        | 3 – 1        | Lettország       | Eb-selejtező | -            | 61′          |
| 18.          | 2003. augusztus 20.  | Muraszombat                     | Szlovénia           | 2 – 1        | Magyarország     | barátságos   | -            |              |
| 19.          | 2003. szeptember 10. | Riga, Skonto stadion            | Lettország          | 3 – 1        | Magyarország     | Eb-selejtező | -            |              |
| 20.          | 2003. október 11.    | Budapest, Puskás Ferenc Stadion | Magyarország        | 1 – 2        | Lengyelország    | Eb-selejtező | -            | 70'          |
|              | Összesen             |                                 |                     | 20           | mérkőzés         |              | 0            | gól          |